# Misslag (numismatiek)

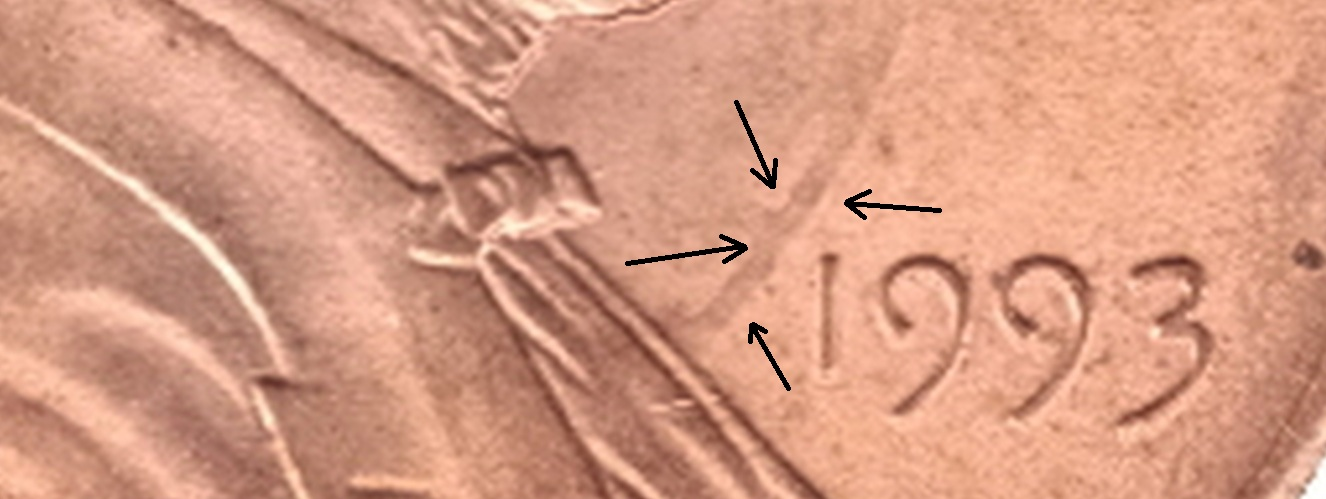
Misslag op een dollarcent uit 1993

Een misslag is een numismatische term en is een productiefout aan de munt.
Deze fouten zijn zo irregulier dat sommige munten echt uniek zijn. Het volgende overzicht geeft het type misslagen weer. Omdat de fouten mogelijk zijn op alle munten worden deze zelden tot nooit opgenomen in een numismatische catalogus.
Veel voorkomende vormen van misslagen zijn:
- Excentrische slag: het slaan als gevolg van een verkeerd ingevoerde rondel, hierbij zijn beide zijden niet correct geslagen;
- Niet uitgelijnde stempels: wanneer bij het slagen van het muntplaatje de stempels niet perfect uitgelijnd zijn ontstaan munten waarvan één zijde off center is. Hierbij is een van de twee zijde wel correct geslagen;
- "Petje" als gevolg van een te grote rondel;
- "Clip" als gevolg van een incomplete, verkeerd gestanste, rondel, van het einde van de metalen strip bronmateriaal;
- Een te dunne rondel waardoor het gewicht te laag is en de slag te zwak.
- Afschilfering of laminatie: voor of na de slag van het muntstuk kan het gebeuren dat er metaal afschilfert van het muntplaatje;
- Gespleten muntplaatje: als het gebruikte metaal van slechte kwaliteit is, gebeurt het dat het muntplaatje in twee stukken splijt. Wat overblijft is veel dunner en lichter, op de gespleten zijde kan men de slag dikwijls nog licht in het metaal zien. Lichtere vormen bestaan ook waarbij enkel stroken van de munt weg zijn; In principe is zwaarder geval van laminatie.
- Dubbelslag: wanneer hetzelfde muntplaatje twee keer wordt beslagen kreeg men een dubbelslag. De tweede slag is dikwijls een aantal procenten naast  de eerste slag;
- Verschoven middengat: voor de muntplaatjes werden beslagen werd eerst het middengat door de muntplaatjes doorboord. Als bij dit proces een muntplaatje niet perfect recht zet ontstaat er een verschoven middengat. Omdat de slag achteraf gebeurde en het metaal anders uitzet dan bij een gewone slag worden er ovale gaten gevormd;
- Geen middengat: wanneer voor het beslagen het doorboren van het middengat werd vergeten worden er munten zonder middengat geslagen;
- Stempelbreuk: wanneer de stempel breekt kan dit fijne lijntjes die door het beeld van de munt lopen veroorzaken;
- Stempelbreuk aan de rand of CUD: wanneer door een stempelbreuk een stuk van de stempel aan de rand afbreekt ontstaan munten waar een stuk van de rand onbeslagen is;
- Slag op verkeerd  muntplaatje: wanneer er een muntplaatje van een ander type terechtkomt tussen de stempels wordt een slag op een verkeerd muntplaatje gemaakt. Op deze manier wordt bijvoorbeeld de beeldenaar van 1 euro op het plaatje van 50 cent geslagen;
- Incuus: wanneer er een muntplaatje in de onderste of bovenste stempel blijft steken nadat het beslagen is. Bijgevolg worden dan munten geslagen met hetzelfde beeld als normale slag aan ene kant en geïnverteerd aan de andere kant. Hoe langer het muntplaatje blijft steken in de stempel hoe onduidelijker het geïnverteerde beeld wordt;
- Incuussporen: als er zich op een bepaalde moment geen muntplaatje bevindt als de twee muntstempels op elkaar slaan raken de twee stempels elkaar. Het gevolg is dan dat de sporen van deze slag teruggevonden kunnen worden in het muntbeeld in spiegelschrift op de andere zijde;
- Broadstrike: als de ring rond de stempels niet (goed) is aangedraaid, dan zal het metaal door de druk uitspreiden wanneer de munt geslagen wordt. Het resultaat is een extra onbeslagen rand;
- Dubbele stempel: wanneer de stempel, of een deel ervan, dubbel werd overgenomen van de moederstempel wordt gesproken van een dubbele stempel.
- Capped die: zie Incuus. De capped die is het muntplaatje dat is blijven steken op de stempel. Echter zal de munt een hele tijd blijven steken aan de stempel waardoor deze uitvloeit;
- Gedraaide slag of stempelverdraaiing: normaal staan bij het slaan van de meeste munten de stempels in muntslag (of medailleslag) wanneer deze zo niet perfect boven elkaar staan worden er munten met een gedraaide slag geslagen. Deze wordt uitgedrukt in graden dat de voor en keerzijde uit elkaar staan. Een kwartslag is bijvoorbeeld een verdraaiing van 90°;
- Spoor van inspringend muntplaatje of indent: als bij het slaan van de munt een beslagen of onbeslagen muntplaatje extra tussen de stempels komt wordt gesproken over een inspringend muntplaatje.